# Óvakodj a bohóctól
Az Óvakodj a bohóctól (eredeti cím: Clown in a Cornfield) 2025-ben bemutatott amerikai horrorfilm, amelyet Eli Craig és Carter Blanchard forgatókönyvéből Craig rendezett, Adam Cesare 2020-as Clown in a Cornfield című regénye alapján. A főbb szerepekben Katie Douglas, Aaron Abrams, Carson MacCormac, Kevin Durand és Will Sasso látható.
Világpremierje 2025. március 10-én volt a South by Southwest rendezvényen, majd az Amerikai Egyesült Államokban 2025. május 9-én került a mozikba. Magyarországon június 5-én mutatta be az ADS Service. Általánosságban pozitív visszajelzéseket kapott a kritikusoktól.

## Cselekmény
Anyja halála után a 17 éves tinédzser Quinn Maybrook Philadelphiából a Missouri állambeli Kettle Springs távoli kisvárosába költözik, ahol apja, Glenn orvosként vállalt munkát. Amióta leégett a helyi Baypen kukoricaszirupgyár, és Kettle Springs központi ipara összeomlott, a lakosság körében nagy a felháborodás. A bűncselekményért Cole Hill, Arthur Hill polgármester fia köré csoportosuló fiatalok a felelősek, akik szabadidejükben horrorfilmeket készítenek, amelyekben a Baypen kabalafigurája, Frendo sorozatgyilkosként szerepel. Quinn hamar összebarátkozik Cole-lal, és a klikkjébe kerül.
Ünnepi felvonulást szerveznek a városban Kettle Springs alapításának évfordulója alkalmából. Hill polgármester a történelmi hagyományok megőrzéséről és Kettle Springs egykori sikerének visszaállításáról beszél. A fiatalokat viszont jobban érdekli a távoli farmon évente megrendezett rave parti, ahol Quinn és Cole fokozatosan közelebb kerülnek egymáshoz. A buli hangulatát azonban megzavarja egy Frendo-jelmezbe öltözött, álarcos sorozatgyilkos, aki megtámadja a vendégeket. A tinédzserek eleinte azt hiszik, Matt és Tucker tréfát űznek, nem is sejtve, hogy már ők is áldozatul estek a maszkos gyilkosnak. 
Amikor a tinédzserek felismerik a helyzet komolyságát, a visszahúzódó tinédzser Rust lelövi a támadót. Ekkor azonban tucatnyi másik Frendo jelenik meg, és megtámadja a fiatalokat. Quinn, Cole, Rust, Janet és Ronnie a farmra menekül, ahol kiderül, hogy Cole és Rust párkapcsolatban állnak. A csoport egy alagúton keresztül menekül meg a biztos halál elől, és azt tervezi, hogy egy közeli házban segítséget hív. Útközben találkoznak a falu seriffjével, George Dunne-nal, aki nem hisz az általa gyűlölt fiatalok beszámolójának, ehelyett letartóztatja Cole-t. Janetet és Ronnie-t hamarosan brutálisan lemészárolják a Frendók, míg Rustnak sikerül elmenekülnie, Quinnt viszont elfogják a támadók.
Mint kiderül, a Frendók Kettle Springs idősebb generációja, élükön Arthur Hill polgármesterrel. A fiatalokat korruptnak tartják, és készek feláldozni saját gyermekeiket a kisváros jobb jövője érdekében. Hill a saját fiát, Cole-t is meg akarja ölni, de a tervet megakadályozza Glenn Maybrook hirtelen megjelenése. A lánya keresésére indult, és később a Frendók arra kényszerítették, hogy ellássa a sérültek sebeit, de sikerült kiszabadulnia. Quinn és ő megölik a megmaradt Frendókat, köztük Dunne seriffet, és megmentik Cole-t a segítségére siető Rusttal együtt. Egyedül Arthur Hillnek sikerül elmenekülnie, aki bevallja; felgyújtotta a saját kukoricaszirupgyárát, hogy felvegye a biztosítási pénzt.
Egy évvel később Glenn Maybrook indul Kettle Springs polgármesteri székéért, miközben lánya, Quinn főiskolára megy a kisvárosból.

## Szereplők
| Szerep              | Színész                 | Magyar hang   |
| ------------------- | ----------------------- | ------------- |
| Quinn Maybrook      | Katie Douglas           | Csuha Borbála |
| Dr. Glenn Maybrook  | Aaron Abrams            |               |
| Cole Hill           | Carson MacCormac        |               |
| Ruston “Rust” Vance | Vincent Muller          |               |
| Arthur Hill         | Kevin Durand            | Király Attila |
| Dunne seriff        | Will Sasso              |               |
| Janet               | Cassandra Potenza       |               |
| Ronnie              | Verity Marks            |               |
| Tucker              | Ayo Solanke             | Penke Bence   |
| Matt                | Alexandre Martin Deakin |               |

### Magyar változat
- Hangmérnök és szinkronrendező: Kelemen Tamás
- Rendezőasszisztens: Fazekas Eszter
- Vágó: Orosz Dávid
- Gyártásvezető: Molnár Melinda
- Produkciós vezető: Kovács Anita

A szinkront a Dream Voice Stúdió készítette el.

## A film készítése
Adam Cesare Clown in a Cornfield című regényének adaptációját 2020-ban, a mű augusztusi megjelenése előtt jelentették be. A jogokat a Temple Hill Entertainment vásárolta meg, és tervei szerint a regényből játékfilmet készítenek. A Carter Blanchard által írt forgatókönyvet Eli Craig rendezte. A forgatás Winnipegben zajlott 2023. szeptember 18. és október 23. között.

## Bemutató
Az Óvakodj a bohóctól című filmet a 2025-ös South by Southwest Film & TV Fesztiválon mutatták be március 10-én. Az RLJE Films és a Shudder 2025. május 9-én mutatta be az Amerikai Egyesült Államokban. A hivatalos mozibemutatót exkluzív vetítések követték május 2-án és 3-án a West Wind, a Four Brothers és a Galaxy moziláncokban.
A film forgalmazási jogait az Entertainment Film Distributors szerezte meg az Egyesült Királyságban, a Constantin Film Németországban és Svájcban, az SND Franciaországban, a Belga Films a Benelux államokban, az Elevation Pictures Kanadában, a StudioCanal Ausztráliában és Új-Zélandon, az M2 Films Kelet-Európában, a NOS Audiovisuais Portugáliában, az ACME a Baltikumban, a Tohokushinsha Film Japánban és a Stage 6 Films az összes többi nemzetközi piacon.